# Pratella
Pour les articles homonymes, voir Francesco Balilla Pratella.
Pratella est une commune italienne de la province de Caserte dans la région Campanie en Italie.

## Géographie

### Communes limitrophes
Les communes attenantes à Pratella sont : Ailano, Ciorlano, Prata Sannita, Presenzano, Sesto Campano et Vairano Patenora.

## Administration
| Période                                  | Période | Identité | Étiquette | Qualité |
| ---------------------------------------- | ------- | -------- | --------- | ------- |
|                                          |         |          |           |         |
| Les données manquantes sont à compléter. |         |          |           |         |